# Углекислый газ в атмосфере Земли

Изменения концентрации CO_{2} в ppm на протяжении последних 800 тыс. лет (сверху — за последнюю тысячу лет) по 2019 год

Углеки́слый газ в атмосфе́ре Земли́ является компонентом с незначительной концентрацией в современной земной атмосфере, концентрация углекислого газа (CO2, диоксида углерода) в сухом воздухе составляет 0,03—0,045 об. % (300—450 ppm). Углекислый газ составлял основу атмосферы молодой Земли наряду с азотом и водяным паром. Доля углекислого газа снижалась с момента появления океанов и зарождения жизни. Начиная с середины XIX века отмечается устойчивый рост количества этого газа в атмосфере, с ноября 2015 года его среднемесячная концентрация стабильно превышает 400 ppm, а в 2022 году в полтора раза превысила доиндустриальную.
Роль углекислого газа в жизнедеятельности биосферы состоит прежде всего в поддержании фотосинтеза, который осуществляется растениями. Являясь парниковым газом, диоксид углерода в воздухе влияет на теплообмен планеты с окружающим пространством, эффективно блокируя переизлучаемое тепло на ряде частот, и таким образом участвует в формировании климата планеты.
В связи с активным использованием человечеством ископаемых энергоносителей в качестве топлива происходит быстрое увеличение концентрации этого газа в атмосфере. Кроме того, по данным МГЭИК ООН, до 20 % антропогенных выбросов CO2 являются результатом обезлесения. Впервые антропогенное влияние на концентрацию диоксида углерода отмечается с середины XIX века. Начиная с этого времени, темп его роста увеличивался и в 2010-х годах происходил со скоростью 2—3 ppm/год или 0,5—0,7 % за год. Согласно отдельным исследованиям, современный уровень CO2 в атмосфере является максимальным за последние 800 тыс. лет и, возможно, за последние 14 или 20 млн лет.

## Роль в парниковом эффекте

Спектр пропускания земной атмосферы (зависимость прозрачности от длины волны). Видны полосы поглощения CO_{2}, O_{2}, O_{3} и H_{2}O.

Прозрачность атмосферы Земли в видимом и инфракрасном диапазонах (поглощение и рассеивание), переизлучение солнечного света в инфракрасном диапазоне длин вол:
1. Интенсивность солнечного излучения (слева) и инфракрасного излучения поверхности Земли (справа) — даны спектральные интенсивности без учёта и с учётом поглощения
2. Суммарное поглощение и рассеивание в атмосфере в зависимости от длины волны
3. Спектры поглощения различных парниковых газов и рэлеевское рассеяние.

Основным источником парникового эффекта в атмосфере Земли является газообразная вода, присутствующая в воздухе в виде водяного пара. При отсутствии парниковых газов в атмосфере и значении солнечной постоянной, равной 1368 Вт⁄м2, средняя температура на поверхности должна составлять −19,5 °C. В действительности средняя температура поверхности Земли составляет +14 °C, то есть, парниковый эффект приводит к её увеличению на 34 °C. При относительно небольшой концентрации в воздухе, CO2 является вторым по значимости парниковым газом в атмосфере, поскольку он поглощает и переизлучает инфракрасное излучение на различных длинах волн, включая длину волны 4,26 мкм (вибрационный режим — за счёт асимметричного растяжения молекулы) и 14,99 мкм (изгибные колебания молекулы). Данный процесс исключает или снижает излучение Земли в космос на этих длинах волн, что приводит к парниковому эффекту. Так как на основных частотах поглощения атмосферный CO2 полностью исключает переизлучение в космос, текущее увеличение концентрации сказывается только в полосах поглощения, где его современное влияние на спектр переизлучения Земли приводит лишь к частичному поглощению. В целом наличие углекислого газа и его парникового эффекта в атмосфере приводит к увеличению приповерхностной температуры на величину порядка +8±1 °C, а влажность воздуха ответственна за оставшуюся часть парникового эффекта при малом влиянии других газов.
Кроме инфракрасных свойств диоксида углерода, имеет значение тот факт, что он тяжелее воздуха. Так как средняя относительная молярная масса воздуха составляет 28,98  г/моль, а молярная масса CO2 — 44,01 г/моль, то увеличение доли углекислого газа приводит к увеличению плотности воздуха и, соответственно, к изменению профиля его давления в зависимости от высоты. В силу физической природы парникового эффекта, такое изменение свойств атмосферы приводит к увеличению средней температуры на поверхности. Так как при увеличении доли этого газа в атмосфере его бо́льшая молярная масса приводит к росту плотности и давления, то при одной и той же температуре рост концентрации CO2 приводит к увеличению влагоёмкости воздуха и к усилению парникового эффекта, обусловленного бо́льшим количеством воды в атмосфере. Увеличение доли воды в воздухе для достижения одного и того же уровня относительной влажности — в силу малой молярной массы воды (18 г/моль) — снижает плотность воздуха, что компенсирует увеличение плотности, вызванное наличием повышенного уровня углекислого газа в атмосфере.
Комбинация перечисленных факторов в целом приводит к тому, что увеличение концентрации с доиндустриального уровня 280 ppm до современного 392 ppm (414,7 ppmv в среднем за 2021 год) эквивалентно дополнительному выделению 1,8 Вт на каждый квадратный метр поверхности планеты. Отличительной особенностью парниковых свойств диоксида углерода по сравнению с другими газами является его долговременное воздействие на климат, которое после прекращения вызвавшей его эмиссии остаётся в значительной степени постоянным на протяжении до тысячи лет. Другие парниковые газы, такие как метан и оксид азота, сохраняются в свободном состоянии в атмосфере не так долго.

## Роль в похолодании
Теория глобального потепления не может объяснить тот факт, что содержание углекислого газа было когда-то многократно выше (особенно до появления кислорода) но жизнь возникла и процветала, венерианский сценарий не реализовался. Это предполагает наличие отрицательной обратной связи. Таким «охлаждающим» эффектом могут служить облака, отражающие солнечную радиацию и возникающие при ещё большем содержании углекислого газа, чем есть сейчас. Оба явления, — потепления и похолодания, таким образом являются стабилизирующими механизмами для условий жизни на Земле.

## Источники углекислого газа

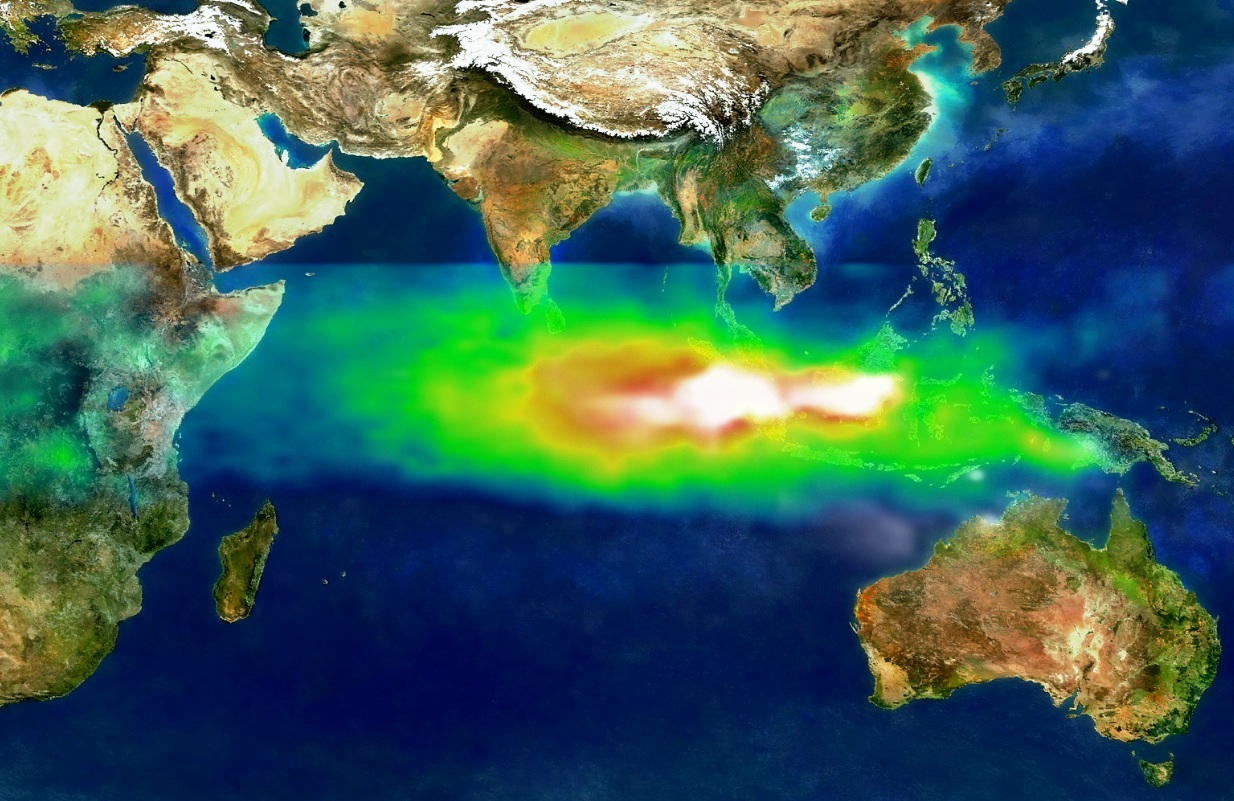
Псевдоцветное изображение загрязнения воздуха дымом и озоном в результате пожаров в Индонезии, 1997 год

Летние пожары в 2010 году в России, вид из космоса

### Антропогенная эмиссия

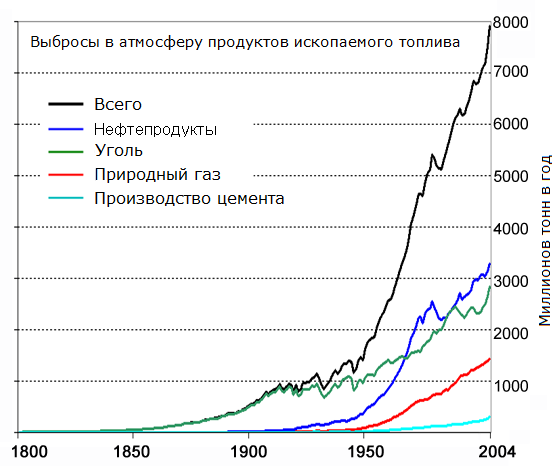
Эмиссия углерода в атмосферу в результате промышленной деятельности в 1800—2004 гг.

### Влияние вулканизма

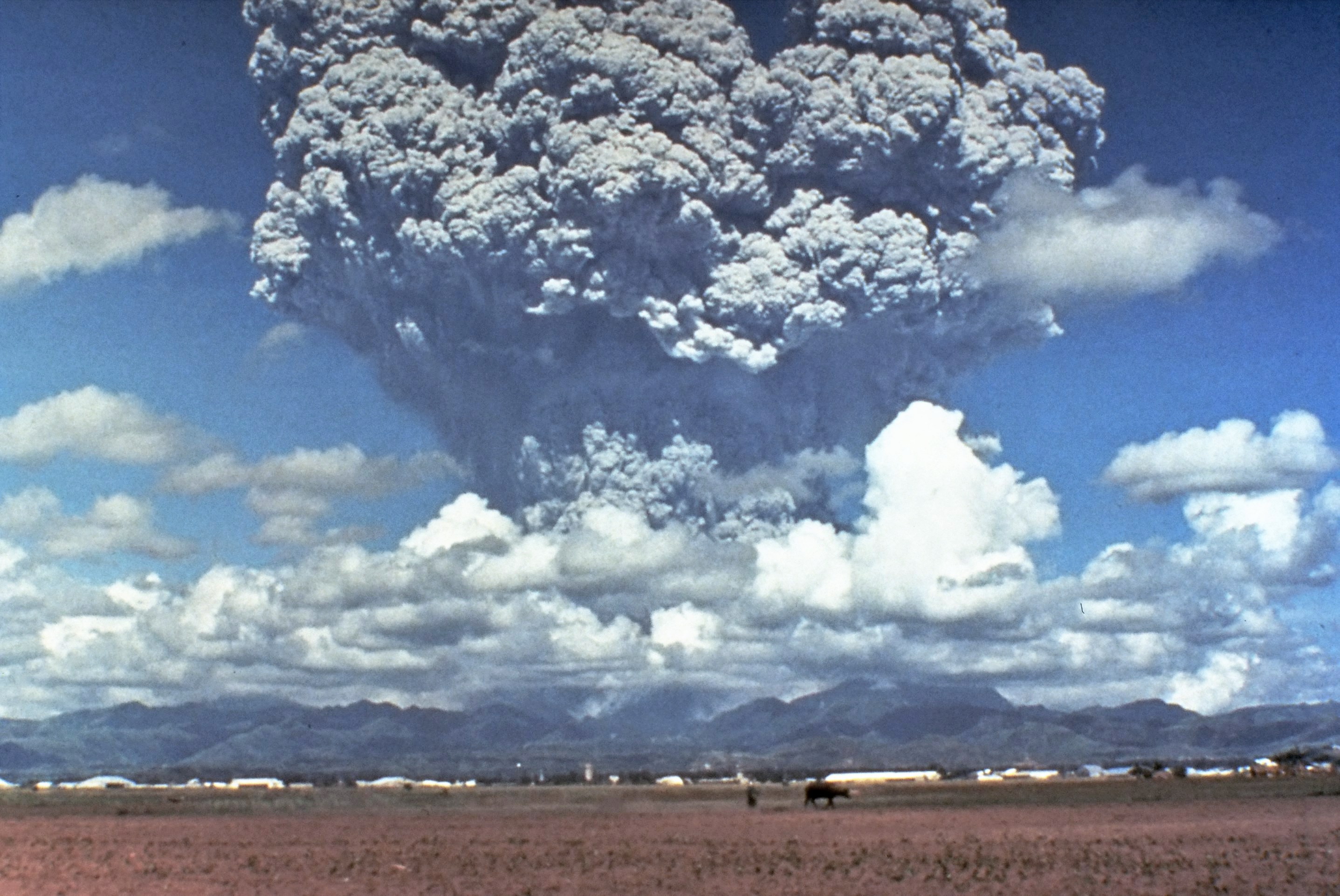
Извержение вулкана Пинатубо в 1991 г.

## Современная концентрация углекислого газа в атмосфере

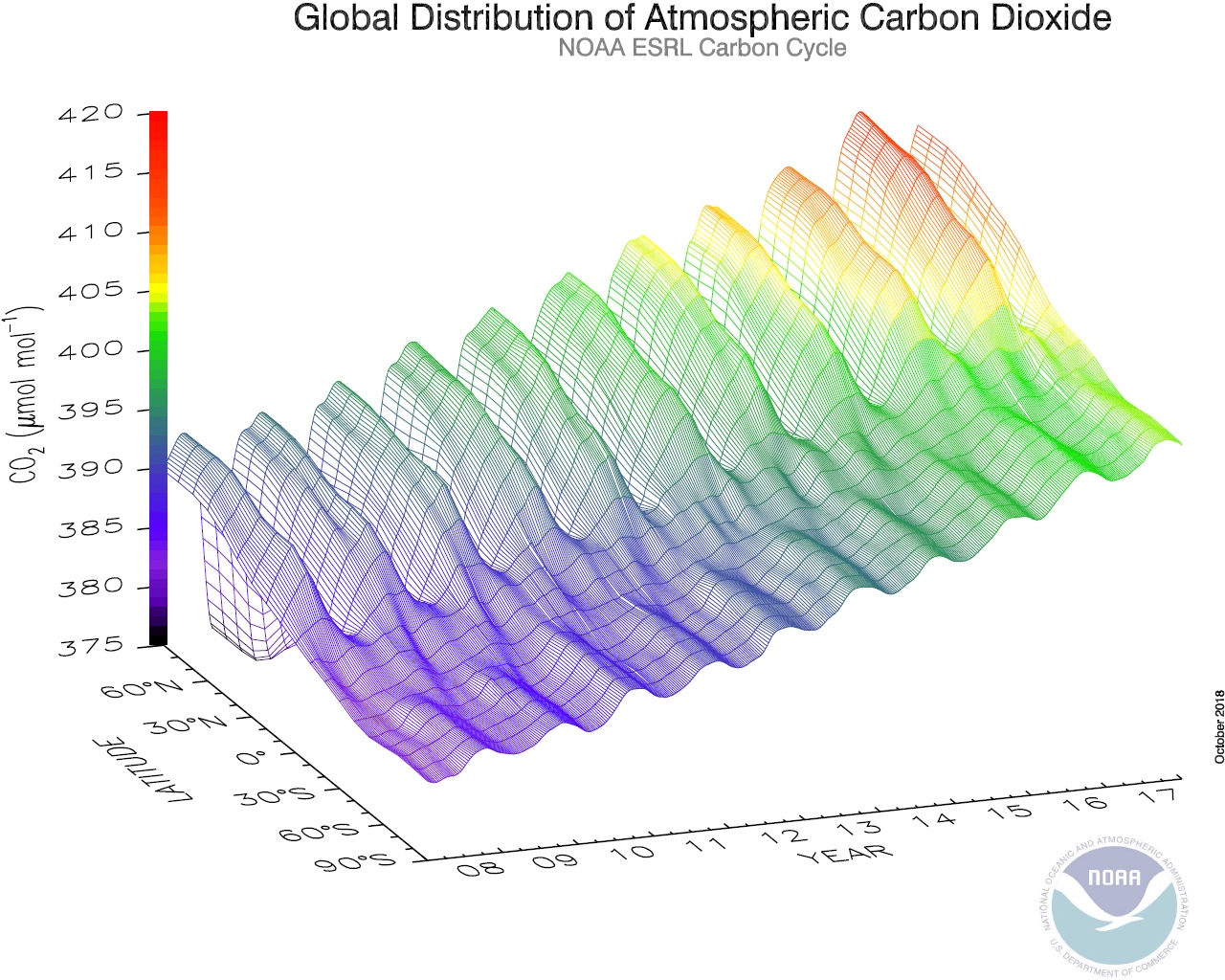
Сезонные колебания и изменение по широте концентрации углекислого газа в интервале с 2005 по 2014 год.

Ежемесячная и усреднённая за год концентрации атмосферного CO_{2}, на основе наблюдений в обсерватории Мауна-Лоа, Гавайи. На врезке показаны сезонные отклонения от среднегодового значения.

## Изменение концентрации в прошлом

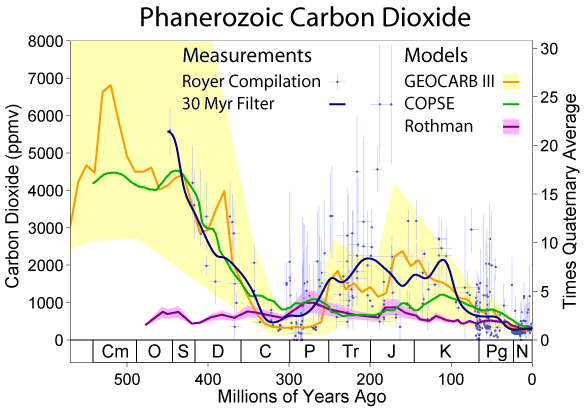
Изменения концентрации атмосферного углекислого газа в течение фанерозоя (последние 541 млн лет, современность справа). В течение бо́льшей части последних 550 млн лет уровень CO_{2} значительно превосходил современный

## Взаимосвязь с концентрацией в океане

Обмен диоксидом углерода между водоёмами и воздухом